# Bathmen
Bathmen ist ein Dorf in der niederländischen Provinz Overijssel. Die Gemeinde Bathmen wurde am 1. Januar 2005 mit dem größeren Nachbarort Deventer zur Gemeinde Deventer fusioniert.
Das Dorf Bathmen ist 32,02 km² groß und hat 5925 Einwohner (Stand: 1. Januar 2024).
Bathmen liegt an der Autobahn Amsterdam-Osnabrück und ist reich an kleinen Wäldern und alten Bauernhöfen.
Partnergemeinde ist Westerkappeln im Tecklenburger Land (Deutschland).
In Bathmen wurde 1814 die erste Oranjevereniging gegründet.